# ريان ميلر (لاعب هوكي الجليد)
ريان ميلر (بالإنجليزية: Ryan Miller)‏ (و. 1980  م) هو لاعب هوكي الجليد، من الولايات المتحدة، ولد في إيست لانسنغ، شارك في الألعاب الأولمبية الشتوية 2010، والألعاب الأولمبية الشتوية 2014، مركز لعبه هو حارس مرمى ‏.

## التعليم
تعلم في جامعة ولاية ميشيغان.

## جوائز
حصل على جوائز منها:
- Hobey Baker Award [الإنجليزية]‏ (2001).

## وصلات خارجية
- ريان ميلر على موقع IMDb (الإنجليزية)
- ريان ميلر على موقع دوري الهوكي الوطني (الإنجليزية)
- ريان ميلر على موقع إي إس بي إن.كوم (أن.إتش.أل) (الإنجليزية)
- ريان ميلر على موقع قاعة مشاهير الهوكي (لاعب أن.إتش.أل) (الإنجليزية)
- ريان ميلر على موقع EliteProspects.com (الإنجليزية)
- ريان ميلر على موقع Eurohockey.com (الإنجليزية)
- ريان ميلر على موقع HockeyDB.com (الإنجليزية)
- ريان ميلر على موقع Hockey-Reference.com (الإنجليزية)
- ريان ميلر على موقع أوليمبيديا (الإنجليزية)